# Loretta Lynn
Loretta Lynn, nome d'arte di Loretta Webb (Butcher Hollow, 14 aprile 1932 – Hurricane Mills, 4 ottobre 2022), è stata una cantautrice statunitense.
È stata una fra le principali cantanti e compositrici degli anni sessanta e settanta ed è stimata come una icona della musica country statunitense.
Ha inciso, da sola o in duetto con altri artisti (spesso con Conway Twitty o Ernest Tubb), oltre settanta canzoni che hanno raggiunto le principali posizioni nelle classifiche di vendita. Sedici suoi brani country hanno raggiunto la prima posizione nelle classifiche di genere. Fra i suoi hit figura anche il canto natalizio Silver Bells.
Ospite fissa della Grand Ole Opry, soprannominata The Queen of Country Music, è stata nominata star degli anni settanta dall'Academy of Country Music e dal 1988 fa parte delle celebrità della Country Music Hall of Fame and Museum.
Il suo nome è iscritto anche fra quello delle celebrità della Hollywood Walk of Fame al 1515 di Vine Street.
Nel 2010 ha vinto il Grammy Award alla carriera.

## Biografia

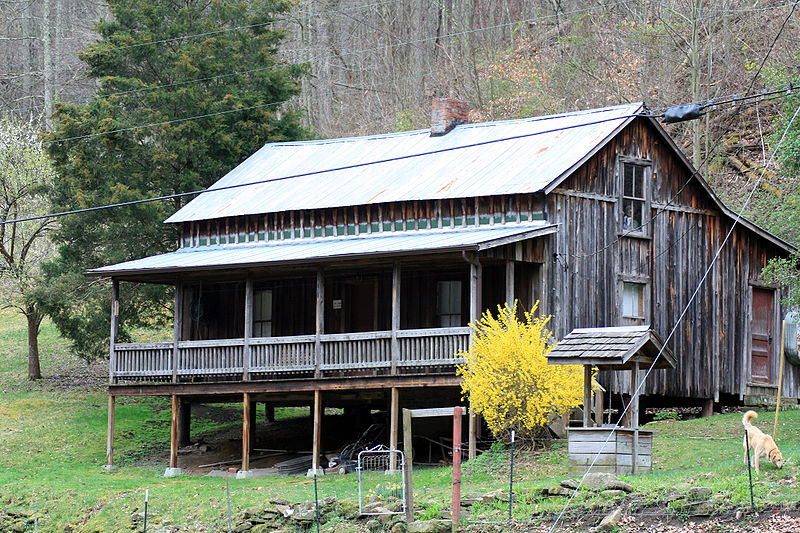
La casa dell'infanzia di Loretta Lynn

Nata nella località di Butcher Holler, nel Kentucky, da Melvin "Ted" Webb (1906-1959) e da Clara Marie (Ramey) Webb (1912-1981), seconda di otto fratelli, le fu dato il nome Loretta in onore dell'attrice premio Oscar Loretta Young. La sorella più giovane è la cantante Crystal Gayle.
Di umili origini e di salute precaria, Lynn ha avuto un'infanzia non facile ed una vita spesso travagliata: le intemperie esistenziali hanno tuttavia forgiato il suo carattere divenendo spesso oggetto delle sue canzoni. Nel 1948 sposò Oliver "Doolittle" Lynn, di cui adottò il cognome: sebbene il marito fosse un uomo instabile, incline all'alcolismo e alla violenza (nonché talora infedele), l'unione tra i due si rivelò salda; dal matrimonio nacquero sei figli.
Ha fatto della canzone autobiografica del 1971 Coal Miner's Daughter uno dei suoi principali successi. Quattro anni dopo la sua vicenda umana è stata portata sullo schermo nel film La ragazza di Nashville, vincitore del premio Oscar con Sissy Spacek, Oscar alla miglior attrice per l'interpretazione della cantante figlia di un minatore, e Tommy Lee Jones.
A lei si era ispirato nel 1975 anche il regista cinematografico Robert Altman per tracciare la figura della protagonista del suo film Nashville, la cantante Barbara Jean interpretata da Ronee Blakley.
Sebbene abbia lasciato di fatto le scene dagli anni novanta (soprattutto per prendersi cura del marito, ammalatosi e poi morto nel 1996), ha ripreso ad esibirsi, almeno sporadicamente dalla fine del medesimo decennio. Nell'anno 2000 ha pubblicato il suo primo album solista dal 1988, contenente materiale inedito. Nel 2004 ha poi pubblicato un nuovo album, Van Lear Rose e nel 2006 uscì poi Gold. Più di 10 anni dopo, nel novembre del 2015, annuncia di aver preparato un nuovo disco, Full Circle, che sarà pubblicato il 4 marzo del 2016.
Ha partecipato anche a una puntata del telefilm Hazzard dove interpreta se stessa nella stagione 2 episodio 18, il titolo del telefilm é "CHI HA VISTO LORETTA LYNN?".

## Discografia

### Album in studio
- 1963 - Loretta Lynn Sings
- 1964 - Before I'm Over You
- 1965 - Songs from My Heart....
- 1965 - Blue Kentucky Girl
- 1965 - Hymns
- 1966 - I Like 'Em Country
- 1966  - You Ain't Woman Enough
- 1966 - Country Christmas (natalizio)
- 1967 - Don't Come Home a Drinkin' (With Lovin' on Your Mind)
- 1967 - Singin' with Feelin'
- 1968 - Who Says God Is Dead!
- 1968 - Fist City
- 1969 - Your Squaw Is on the Warpath
- 1969 - Woman of the World/To Make a Man
- 1970 - Wings Upon Your Horns
- 1971 - Coal Miner's Daughter
- 1971 - I Wanna Be Free
- 1971 - You're Lookin' at Country
- 1972 - One's on the Way
- 1972 - God Bless America Again
- 1972 - Here I Am Again
- 1973 - Entertainer of the Year
- 1973 - Love Is the Foundation
- 1974 - They Don't Make 'Em Like My Daddy
- 1975 - Back to the Country
- 1975 - Home
- 1976 - When the Tingle Becomes a Chill
- 1976 - Somebody Somewhere
- 1977 - I Remember Patsy
- 1978 - Out of My Head and Back in My Bed
- 1979 - We've Come a Long Way, Baby
- 1980 - Loretta
- 1980 - Lookin' Good
- 1982 - I Lie
- 1982 - Making Love from Memory
- 1983 - Lyin', Cheatin', Woman Chasin', Honky Tonkin', Whiskey Drinkin' You
- 1985 - Just a Woman
- 1988 - Who Was That Stranger
- 1994 - Making More Memories  (indipendente)
- 1997 - All Time Gospel Favorites (indipendente)
- 2000 - Still Country
- 2004 - Van Lear Rose
- 2016 - Full Circle
- 2016 - White Christmas Blue (natalizio)
- 2018 - Wouldn't It Be Great
- 2021 - Still Woman Enough

### Album collaborativi
- 1965 - Mr. and Mrs. Used to Be (con Ernest Tubb)
- 1967 - Singin' Again (con Ernest Tubb)
- 1969 - If We Put Our Heads Together (con Ernest Tubb)
- 1971 - We Only Make Believe (con Conway Twitty[4])
- 1972 - Lead Me On (con Conway Twitty)
- 1973 - Louisiana Woman, Mississippi Man (con Conway Twitty)
- 1974 - Country Partners (con Conway Twitty)
- 1975 - Feelins' (con Conway Twitty)
- 1976 - United Talent (con Conway Twitty)
- 1977 - Dynamic Duo (con Conway Twitty)
- 1978 - Honky Tonk Heroes (con Conway Twitty)
- 1979 - Diamond Duet (con Conway Twitty)
- 1981 - Two's a Party (con Conway Twitty)
- 1993 - Honky Tonk Angels (con Dolly Parton e Tammy Wynette)

### Album dal vivo
- 1976 - On the Road with Loretta and the Coal Miners
- 1986 - Live from the Wheeling Jamboree

### Raccolte[5]
- 1968 - Here's Loretta Lynn
- 1968 - Loretta Lynn's Greatest Hits
- 1970 - Loretta Lynn Writes 'Em and Sings 'Em
- 1974 - Loretta Lynn's Greatest Hits Vol. II

### Singoli
| Anno | Singolo                                                               | Singles Country US | Top 100 USA | Album                             |  |
| 1960 | "I'm a Honky Tonk Girl"                                               | #14                | -           | Honky Tonk Girl: The Collection   |  |
| 1962 | "Success"                                                             | #6                 | -           | Loretta Lynn Sings                |  |
| 1963 | "The Other Woman"                                                     | #13                | -           | Loretta Lynn Sings                |  |
| 1964 | "Before I'm Over You"                                                 | #4                 | -           | Before I'm Over You               |  |
| 1964 | "Mr. and Mrs. Used to Be" (con Ernest Tubb)                           | #11                | -           | Mr. and Mrs. Used to Be           |  |
| 1965 | "Blue Kentucky Girl"                                                  | #7                 | -           | Blue Kentucky Girl                |  |
| 1965 | "Happy Birthday"                                                      | #3                 | -           | Songs From My Heart               |  |
| 1965 | "Our Hearts Are Holding Hands" (con Ernest Tubb)                      | #24                | -           | Mr. and Mrs. Used to Be           |  |
| 1965 | "The Home You're Tearing Down"                                        | #10                | -           | I Like 'Em Country                |  |
| 1966 | "Dear Uncle Sam"                                                      | #4                 | -           | I Like 'Em Country                |  |
| 1966 | "You Ain't Woman Enough"                                              | #2                 | -           | You Ain't Woman Enough            |  |
| 1967 | "A Man I Hardly Know"                                                 | #72                | -           | You Ain't Woman Enough            |  |
| 1967 | "Don't Come Home A'Drinkin' (With Lovin On Your Mind)"                | #1                 | -           | Don't Come Home a'Drinkin         |  |
| 1967 | "If You're Not Gone Too Long"                                         | #7                 | -           | Singin' With Feelin'              |  |
| 1967 | "Sweet Thang" (con Ernest Tubb)                                       | #45                | -           | Singin' Again                     |  |
| 1967 | "What Kind of a Girl (Do You Think I Am)"                             | #5                 | -           | Fist City                         |  |
| 1968 | "Fist City"                                                           | #1                 | -           | Fist City                         |  |
| 1968 | "You've Just Stepped In (From Steppin' Out of Me)"                    | #2                 | -           | Your Squaw Is On the Warpath      |  |
| 1968 | "Your Squaw Is On the Warpath"                                        | #3                 | -           | Your Squaw Is On the Warpath      |  |
| 1969 | "To Make a Man (Feel Like a Man)"                                     | #3                 | -           | Woman of the World/To Make a Man  |  |
| 1969 | "Woman of The World"                                                  | #1                 | -           | Woman of the World/To Make a Man  |  |
| 1969 | "Who's Gonna Take the Garbage Out" (con Ernest Tubb)                  | #18                | -           | We Put Our Heads Together         |  |
| 1970 | "Coal Miner's Daughter"                                               | #1                 | #83         | Coal Miner's Daughter             |  |
| 1970 | "I Know How"                                                          | #4                 | -           | Writes 'Em and Sings 'Em          |  |
| 1970 | "You Wanna Give Me a Lift"                                            | #6                 | -           | Writes 'Em and Sings 'Em          |  |
| 1970 | "Wings Upon Your Horns"                                               | #11                | -           | Wings Upon Your Horns             |  |
| 1971 | "After the Fire Is Gone" (con Conway Twitty)                          | #1                 | #56         | We Only Make Believe              |  |
| 1971 | "I Wanna Be Free"                                                     | #3                 | #94         | I Wanna Be Free                   |  |
| 1971 | "You're Lookin' At Country"                                           | #5                 | -           | You're Lookin' At Country         |  |
| 1971 | "Lead Me On" (con Conway Twitty)                                      | #1                 | -           | Lead Me On                        |  |
| 1972 | "One's On the Way"                                                    | #1                 | -           | One's On the Way                  |  |
| 1972 | "Here I Am Again"                                                     | #3                 | -           | Here I Am Again                   |  |
| 1973 | "Louisiana Woman, Mississippi Man" (con Conway Twitty)                | #1                 | -           | Louisiana Woman, Mississippi Man  |  |
| 1973 | "Rated X"                                                             | #1                 | -           | Entertainer of the Year           |  |
| 1973 | "Love Is the Foundation"                                              | #1                 | -           | Love Is the Foundation            |  |
| 1974 | "Hey Loretta"                                                         | #3                 | -           | Love Is the Foundation            |  |
| 1974 | "As Soon As I Hang Up the Phone" (con Conway Twitty)                  | #1                 | -           | Country Partners                  |  |
| 1974 | "They Don't Make 'Em Like My Daddy"                                   | #4                 | -           | They Don't Make 'Em Like My Daddy |  |
| 1974 | "Trouble In Paradise"                                                 | #1                 | -           | They Don't Make 'Em Like My Daddy |  |
| 1975 | "The Pill"                                                            | #5                 | #70         | Back to the Country               |  |
| 1975 | "Feelin's" (con Conway Twitty)                                        | #1                 | -           | Feelin's                          |  |
| 1976 | "When the Tingle Becomes a Chill"                                     | #2                 | -           | When the Tingle Becomes a Chill   |  |
| 1976 | "The Letter" (con Conway Twitty)                                      | #3                 | -           | United Talent                     |  |
| 1976 | "Somebody Somewhere"                                                  | #1                 | -           | Somebody, Somewhere               |  |
| 1977 | "She's Got You"                                                       | #1                 | -           | I Remember Patsy                  |  |
| 1977 | "Why Can't He Be You"                                                 | #7                 | -           | I Remember Patsy                  |  |
| 1977 | "I Can't Love You Enough" (con Conway Twitty)                         | #2                 | -           | Dynamic Duo                       |  |
| 1978 | "Out of My Head and Back In My Bed"                                   | #1                 | -           | Out of My Head and Back In My Bed |  |
| 1978 | "Spring Fever"                                                        | #12                | -           | Out of My Head and Back In My Bed |  |
| 1978 | "From Seven Till Ten" (con Conway Twitty)                             | #6                 | -           | Honky Tonk Heroes                 |  |
| 1978 | "You're the Reason Our Kids Are Ugly" (con Conway Twitty)             | #6                 | -           | Honky Tonk Heroes                 |  |
| 1978 | "We've Come a Long Way, Baby"                                         | #10                | -           | We've Come a Long Way Baby        |  |
| 1979 | "I Can't Feel You Anymore"                                            | #3                 | -           | We've Come a Long Way Baby        |  |
| 1979 | "I've Got a Picture of Us On My Mind"                                 | #9                 | -           | Loretta                           |  |
| 1980 | "Naked In the Rain"                                                   | #30                | -           | Loretta                           |  |
| 1980 | "Pregnant Again"                                                      | #35                | -           | Loretta                           |  |
| 1980 | "You Know Just What I'd Do" (con Conway Twitty)                       | #9                 | -           | Diamond Duet                      |  |
| 1980 | "It's True Love" (con Conway Twitty)                                  | #5                 | -           | Diamond Duet                      |  |
| 1981 | "Somebody Led Me Away"                                                | #20                | -           | Lookin' Good                      |  |
| 1981 | "I Still Believe In Waltzes" (con Conway Twitty)                      | #2                 | -           | Two's a Party                     |  |
| 1981 | "Lovin' What Your Lovin' Does to Me" (con Conway Twitty)              | #7                 | -           | Two's a Party                     |  |
| 1982 | "I Lie"                                                               | #9                 | -           | I Lie                             |  |
| 1982 | "Making Love From Memory"                                             | #19                | -           | Making Love From Memory           |  |
| 1983 | "Breakin' It"                                                         | #39                | -           | Making Love From Memory           |  |
| 1983 | "There's All Kinds of Smoke (In the Barroom)"                         | #39                | -           | Making Love From Memory           |  |
| 1983 | "Lyin', Cheatin', Woman Chasin', Honky Tonkin', Whiskey Drinkin' Too" | #53                | -           | Lyin', Cheatin', Woman Chasin'    |  |
| 1983 | "Walking With My Memories"                                            | #59                | -           | Lyin, Cheatin', Woman Chasin'     |  |
| 1985 | "Heart Don't Do This to Me"                                           | #19                | -           | Just a Woman                      |  |
| 1988 | "Who Was That Stranger"                                               | #57                | -           | Who Was That Stranger             |  |
| 2000 | "Country In My Genes"                                                 | #72                | -           | Still Country                     |  |